# Запсибнипиагропром
Запсибнипиагропром (Западно-сибирский территориальный научно-исследовательский и проектный институт агропромышленного комплекса) — проектный институт, основанный в 1959 году. Расположен в Кировском районе Новосибирска.

## История
Институт был создан в 1959 г. путём слияния новосибирских филиалов организаций «Росгипроводхоз», «Росгипросовхозстрой» и «Гипросельэлектро», находившихся в ведении Министерства сельского хозяйства РСФСР, и первоначально назывался Сибирским государственным институтом по проектированию сельскохозяйственного строительства («Сибгипросельхозстрой»).
В 1963 г. институт передали в управление «РосглавНИИстройпроекта» Госстроя РСФСР.
В 1974 г. институт преобразовали в Государственный Сибирский зональный НИИ типового и экспериментального проектирования сельского строительства («СибЗНИИЭПсельстрой»).
В 1986 г. организация была переименована в «Запсибнипиагропром» и передана под управление Госагропрома РСФСР.
В 1999 г. институт был преобразован в федеральное государственное унитарное предприятие.

## Деятельность
Запсибнипиагропром исполняет функции базового эксперта Минстроя РФ и ведёт проектные и научно-исследовательские работы в различных отраслях сельского хозяйства, в сфере перерабатывающей и пищевой промышленности, в области инженерного и социального обустройства в сёлах Западной Сибири.
Институт разрабатывает архитектурную и градостроительную документацию, проводит инженерные изыскания для строительства, ведёт работы в области проектирования зданий и сооружений. Запсибнипиагропром разработал различные проекты на территории Новосибирской, Тюменской и Томской областях, в республиках Алтай и Саха (Якутия).

## Кадровый состав
В 1964 г. максимальное число сотрудников составляло 1100 человек.
В 2002 г. в институте работали 150 сотрудников.